# Будрије (Болоња)
Будрије је насеље у Италији у округу Болоња, региону Емилија-Ромања.
Према процени из 2011. у насељу је живело 701 становника. Насеље се налази на надморској висини од 33 м.